# 若宮啓文
若宮 啓文（わかみや よしぶみ、1948年〈昭和23年〉1月16日 - 2016年〈平成28年〉4月28日）は、ジャーナリスト、コラムニスト。
朝日新聞論説主幹 (2002.9-2008.3)、主筆 (2011.5.1-2013.1.16)、東京大学・龍谷大学・慶應義塾大学・韓国の東西大学の客員教授、ソウル大学校日本研究所客員研究員を歴任した。

## 概要
麻布高等学校卒。東京大学法学部卒業後、朝日新聞社に入社。政治部記者として日本政治、日中韓関係、国際政治について数々の記事、コラム、著書を発表。東京大学、慶應義塾大学、龍谷大学でそれぞれ客員教授を務めた。父は、朝日新聞政治部記者から鳩山一郎首相秘書官に転じた若宮小太郎。『戦後70年 保守のアジア観』が、2015年（第36回）石橋湛山賞を受賞。

## 経歴
- 1948年（昭和23年）1月16日、東京生まれ。
- 東京大学法学部卒業。在学中に東大安田講堂事件に遭遇。
- 1970年（昭和45年）4月、朝日新聞の記者となり横浜支局へ赴任。飛鳥田一雄市長による「ベトナム行き米軍戦車ストップ事件」などを取材。
- 1972年（昭和47年）9月、長野支局へ移り、1975年（昭和50年）1月1日に起きた青木湖スキーバス転落事故などを取材する。長野では部落解放同盟長野県連合会の協力を得て長野版に「ルポ 現代の被差別部落」を長期連載し、のちに加筆して刊行された[3]。
- 1975年（昭和50年）5月に本社政治部へ移り、ロッキード事件前後の三木武夫政権、新自由クラブの結成や大平正芳政権での「四十日抗争」など昭和から平成にかけて激動の政治を報道した。また、全斗煥韓国大統領訪日、中曽根康弘首相の靖国神社公式参拝、宮澤喜一政権での天皇訪中をはじめ冷戦終結前後のさまざまな外交問題を取材。その後、論説委員、政治部長を歴任する。
- 1979年（昭和54年）8月に山下元利防衛庁長官の同行取材で訪韓し、翌1980年（昭和55年）9月には北朝鮮を訪れて金日成とも会ったことから、南北朝鮮に関心をもち、1981年（昭和56年）9月から1年間ソウルに留学して朝鮮語を学ぶ。
- 以降、1993年（平成5年）に発足した「日韓フォーラム」に参加、近年では「東京＝北京フォーラム」などの日中対話にも積極参加。日中韓の「和解」や「相互理解」を促す論評、コラム、著書を発表した。サッカー・ワールドカップの「日韓共催」を社説で提案した[4]。
- 2001年（平成13年）5月に米国ワシントンのブルッキングス研究所で客員研究員となり、滞在中にアメリカ同時多発テロ事件が発生。
- 2002年（平成14年）9月に論説主幹となり、5年7ヶ月にわたって朝日新聞の社説、論調を主導する。
- 2003年のイラク戦争には反対の論陣を張って読売新聞、産経新聞などと論争し、小泉純一郎首相の靖国神社参拝を批判した。
- 2006年2月、雑誌『論座』誌上で渡邉恒雄読売新聞主筆と対談し、「首相の靖国参拝反対」で一致した。
- 2007年（平成19年）5月3日には「提言・日本の新戦略」と題する21本の社説を一挙掲載して「地球貢献国家」を提唱。そこでは憲法9条の改正に反対する「護憲」の立場を改めて鮮明にしつつ、平和安全保障基本法（仮称）を設けて自衛隊の存在や役割を「準憲法」的に位置づけることを提唱した。こうした一連の社説づくりの内幕は、自ら『闘う社説』（2008年（平成20年）、講談社）で明らかにしている。
- また、社説とは別に朝日新聞には署名コラム「風考計」（現在は「ザ・コラム」に改称）も連載。2005年（平成17年）3月27日には、竹島問題について「竹島と独島 これを「友情島」に…の夢想」を書いた。日韓の友好を固めるために「いっそ日本が竹島を譲ってしまい、韓国がこの英断を称えて『友情島』と名付けて、周辺の漁業権を日本に認める」といった戦略的な「夢想」を提示したもの[5]。この内容は強い批判を招いた。これらのコラムは全て英語訳され Herald Tribune Asahiに Japan Notebook のタイトルで掲載されている。コラム集は『右手に君が代 左手に憲法――漂流する日本政治』（2007年（平成19年）、朝日新聞社）として出版され、英文も収録されている。
- 2011年（平成23年）5月1日、朝日新聞主筆に就任。
- 2012年（平成24年）3月1日、若宮は欧州の新聞幹部らと伴に、当時ロシア首相だったウラジーミル・プーチンに会見した際、北方領土問題について妥協の意思があるか問いただし、「引き分けがいい」「『はじめ』の号令をかける」という柔道用語による答えを引き出した。3月26日、日韓の懸案になっている従軍慰安婦の問題について、女性のためのアジア平和国民基金の実績を生かし、改めて野田佳彦内閣総理大臣の謝罪を伝えるなどの打開策を、朝日新聞のコラムで提案。4月5日には、韓国の東亜日報で同じ趣旨のコラムを執筆した。[3]4月5日、韓国の東亜日報にて、従軍慰安婦問題に関して野田総理大臣が謝罪すべきであり、朝日新聞を介して提案を行ったとのコラムを執筆した[6]。
- 週刊文春は2012年5月17日号の「朝日新聞主筆 若宮啓文氏 女・カネ・中国の醜聞」にて、若宮啓文主筆が論説主幹だったときに出張費の問題があったとした。それによると、「若宮氏が2008年2月に北京や上海に3〜4泊で出張した際、50歳前後の女性秘書を同行させ、会社の経費で航空機のビジネスクラスに乗せたり高級ホテルに宿泊させたりした。朝日には中国支局があることから秘書を連れて行く必要はなく、しかも内勤職は社内規定で海外出張が認められていなかった。朝日の内部監査室による調査で不正が発覚したが若宮氏はこれを認め、全額を会社に返済した」と報じている。若宮氏は、著書の出版記念パーティーを外務省の外郭団体のような中国の外交学会に開いてもらったとし、「独裁国家の政府機関に自らの言論活動をお祝いされるというのは本来ありえない」と他紙幹部の批判を紹介している[7]。朝日新聞は2012年5月9日、週刊文春の記事に対し、「事実無根の記述で本社主筆と本社の名誉、信用を著しく毀損する」として、謝罪と訂正記事の掲載を求める抗議書を前日に送ったことを紙面で明らかにした。
- 2012年（平成24年）12月13日付の東亜日報の記事にて、「韓国人が気を遣うのは安倍政権の登場で日本の右傾化が一気に進むのではないかということだ。」と述べたが、同年12月18日付の産経新聞の記事にて、アメリカCSISのマイケル・グリーンが「米側ではいわゆる慰安婦問題を機に左派のエリートやニューヨーク・タイムズ、ロサンゼルス・タイムズが安倍氏を『危険な右翼』としてたたきました。安倍氏の政府間レベルでの戦略的な貢献を認識せずに、でした。その『安倍たたき』は、日本側で同氏をとにかく憎む朝日新聞の手法を一部、輸入した形でした。今後はその繰り返しは避けたいです」と語り、朝日新聞の報道姿勢を批判した[8]。また、同記事で若宮は「憲法改正に強く同調したのは日本維新の会の石原慎太郎代表程度だ。」とも述べたが、自身が主筆を務める朝日新聞の同年12月18日付の記事にて衆院選の当選者のうち、日本国憲法改正の賛成派が89%に達した事が報道された[9]。
- 2013年（平成25年）、著書「新聞記者 現代史を記録する」（ちくまプリマー新書）において、従軍慰安婦問題について、「朝日新聞もこれを熱心に報じた時期があった。中には力ずくの『慰安婦狩り』を実際に行ったという日本の元軍人の話を信じて、確認のとれぬまま記事にするような勇み足もあった」とし、従軍慰安婦問題に関する朝日新聞のキャンペーンに根拠がないことを暴露した。虚偽報道に対して、朝日新聞は謝罪せず、記事の取消のみを2014年（平成26年）8月に行った。

- 2013年1月16日、65歳になり朝日新聞社を退社、朝日新聞主筆を退任[10]、公益法人日本国際交流センターのシニアフェローとなった。また、1月30日、韓国の東西大学は若宮を「碩座教授」に任命[11]。3月には国立ソウル大学校日本研究所が客員研究員として招請した。8月、韓国の中央日報のインタビューに朝鮮語で応じ、在日韓国人の事を在日同胞と表現[12]。
- 2015年、『戦後70年 保守のアジア観』が第36回石橋湛山賞を受賞[13]。
- 2016年4月27日に、日中韓3カ国のシンポジウムに出席するため北京市を訪れたが、夜になってスタッフに体調不良を訴え、翌28日に滞在していたホテルの浴室で死亡しているのが発見された[14][15]。68歳没。
- 2016年7月29日、「知韓派」のジャーナリストとして日韓関係の発展に貢献したとして、韓国政府から修交勲章興仁章が授与された。東京の駐日韓国大使館で夫人が受け取った[16]。

## 主張
- 慰安婦、朝鮮人強制連行、竹島問題など懸案については「パッケージ処理」を主張しており、日本による植民地支配と侵略を認め反省と謝罪を表明した「村山談話」の継承は当然のことだと主張している[17]。

### 安倍晋三批判
- 小川榮太郎著の『約束の日 安倍晋三試論』によれば、朝日新聞の主筆時代に三宅久之との対談で、三宅「朝日は安倍というといたずらに叩くけど、いいところはきちんと認めるような報道はできないものなのか」、若宮「できません」、三宅「何故だ」、若宮「社是だからです」とのやり取りが掲載されており[18]、安倍自身が「朝日新聞は安倍政権を倒すことを社是としていると、かつて主筆がしゃべったということです」との伝聞を国会で発言したことがある。これに対し、朝日新聞は「朝日新聞社に安倍政権を倒すという社是はなく、主筆が話したこともありません。」とコメントしている[19][20]。小川は同著においてこの対談の事実確認を三宅と若宮のどちらにも行っていないが[21]、若宮は三宅に電話したところ「確かに言った」と返され三宅は訂正には応じなかったと田原総一朗との対談で語っている[22]。
- 安倍晋三総理大臣が「歴史観はそれぞれの国によって違う」と述べて、韓国の歴史観を受け入れないことをアベノミクスをもじった「アベノミステーク」と批判し、朴槿恵大統領が「普遍的な歴史観」を安倍と日本人に説明してあげるべきだと述べている[23]。
- 安倍総理大臣が東日本大震災地域である宮城県松島の航空自衛隊基地を訪問し、アクロバット飛行団「ブルーインパルス」を視察、練習機の操縦席に座り、親指を立てるポーズで写真撮影に応じたが、練習機の番号が「731」であったことから「旧日本軍で生体実験をした731部隊を意識し、韓国を挑発したもの」と韓国で騒動になると、若宮も「こんな番号の機体を用意する自衛隊もあまりに無神経だった。」と韓国世論に理解を示した[24]。

### 韓国地検による産経新聞支局長名誉毀損起訴事件
韓国地検による産経新聞ソウル支局長名誉毀損起訴事件では、「韓国が起訴に踏み切ったため、産経新聞が被害者になってしまった」と起訴した検察の判断を厳しく批判し、起訴を容認した朴槿恵を諌める一方で「根拠薄弱な噂話を書かれたのですから。『韓国と結婚した』と公言する大統領の無念は想像に余りあります。」「実は、一国の元首に対して何とも失礼な記事だと感じていた日本人は多かったのです。まるでゴシップ週刊誌の記事みたいだと、恥ずかしさを口にする人もいました。その後に記事が事実無根とはっきりしてみれば、なおのことでした。」など、朴槿恵に同情的な態度も示した。産経新聞出版社長の皆川豪志は、検察側が公判に弁護側証人として出廷した西日本新聞のソウル支局長に若宮を知っているか質問したことを挙げて、「日本の一流紙である朝日新聞の一流ジャーナリストでさえ、このように書いているのだから、加藤や産経はやっぱり悪い奴らだ」と印象付けようという意図が検察側にあったと主張している。
なお、若宮死後の2016年10月に表面化した崔順実ゲート事件によって、この事件が改めて注目を浴びた。当初は市民団体の告発を受けて行われたとされていた起訴が、実は大統領府など韓国政権中枢部による組織的な指示があった疑いが報じられている。韓国の全国言論労働組合は、この起訴について「青瓦台（大統領府）の指示で捜査が進められた疑いが濃い」と発表している。

## 人物
思考は柔軟に、しかし物申すときはひるまず正面からという意味で「やわらか頭でとんがろう」が口癖。
2015年12月9日には憲政記念会館において、辻元清美議員の「政治活動20年へ、感謝と飛躍の集い in 東京」という政治資金資金パーティに参加した。
河野洋平とは双方の父の代からの付き合い。

## 著書

### 単著
- 『新自由クラブ―保守野党の課題と展望』教育社〈入門新書 時事問題解説〉、1978年10月1日。
- 『ルポ 現代の被差別部落』〈朝日文庫〉1988年12月1日。ISBN 9784022605337。
- 『忘れられない国会論戦―再軍備から公害問題まで』〈中公新書〉1994年10月1日。ISBN 9784121012067。
- 『戦後保守のアジア観』〈朝日選書〉1995年。
  - Wakamiya Yoshibumi (1999 isbn=4924971073). The postwar conservative view of Asia: How the political right has delayed Japan's coming to terms with its history of aggression in Asia. LTCB international library selection（長銀国際ライブラリー叢書）no. 8 (1st English ed. ed.). LTCB International Library Foundation
- 『和解とナショナリズム 新版・戦後保守のアジア観』〈朝日選書〉2006年。
- 『右手に君が代左手に憲法 漂流する日本政治』朝日新聞社、2007年。
- 『闘う社説 朝日新聞論説委員室2000日の記録』講談社、2008年。
- 『新聞記者 現代史を記録する』〈ちくまプリマー新書〉2013年。
- 『戦後70年 保守のアジア観』朝日新聞出版、2014年。
- 『日韓の未来をつくる 韓国知識人との対話I』慶應義塾大学出版会、2015年。

### 共著
- 權五ギ共著『韓国と日本国』朝日新聞社、2004年。
- 渡辺恒雄共著 著、『論座』編集部 編『「靖国」と小泉首相 渡辺恒雄・読売新聞主筆vs.若宮啓文・朝日新聞論説主幹』朝日新聞社、2006年。